# Musica della Colombia
La musica della Colombia è un'espressione della cultura colombiana, che contiene diversi generi musicali, sia tradizionali che moderni, secondo le caratteristiche di ciascuna regione geografica, sebbene non sia raro trovare stili musicali diversi nella stessa regione. La diversità delle espressioni musicali presenti in Colombia può essere vista come il risultato di una miscela di influenze africane, native indigene ed europee (in particolare spagnole), oltre che più moderne americane.
La Colombia ha un vibrante collage di talenti che tocca una gamma completa di ritmi che vanno dalla musica pop e classica alla salsa e rock. La musica colombiana è promossa principalmente dal sostegno delle maggiori etichette discografiche, dalle compagnie indipendenti e dal governo della Colombia, attraverso il Ministero della Cultura.

## Regione caraibica della Colombia
La Colombia è conosciuta come "La terra dai mille ritmi", ma in realtà conta oltre 1025 ritmi popolari.
Alcuni dei generi più noti sono la cumbia e il vallenato. Gli interpreti più riconosciuti della musica tradizionale caraibica e afrocolombiana sono Totó la Momposina e Francisco Zumaqué.

### Cumbia

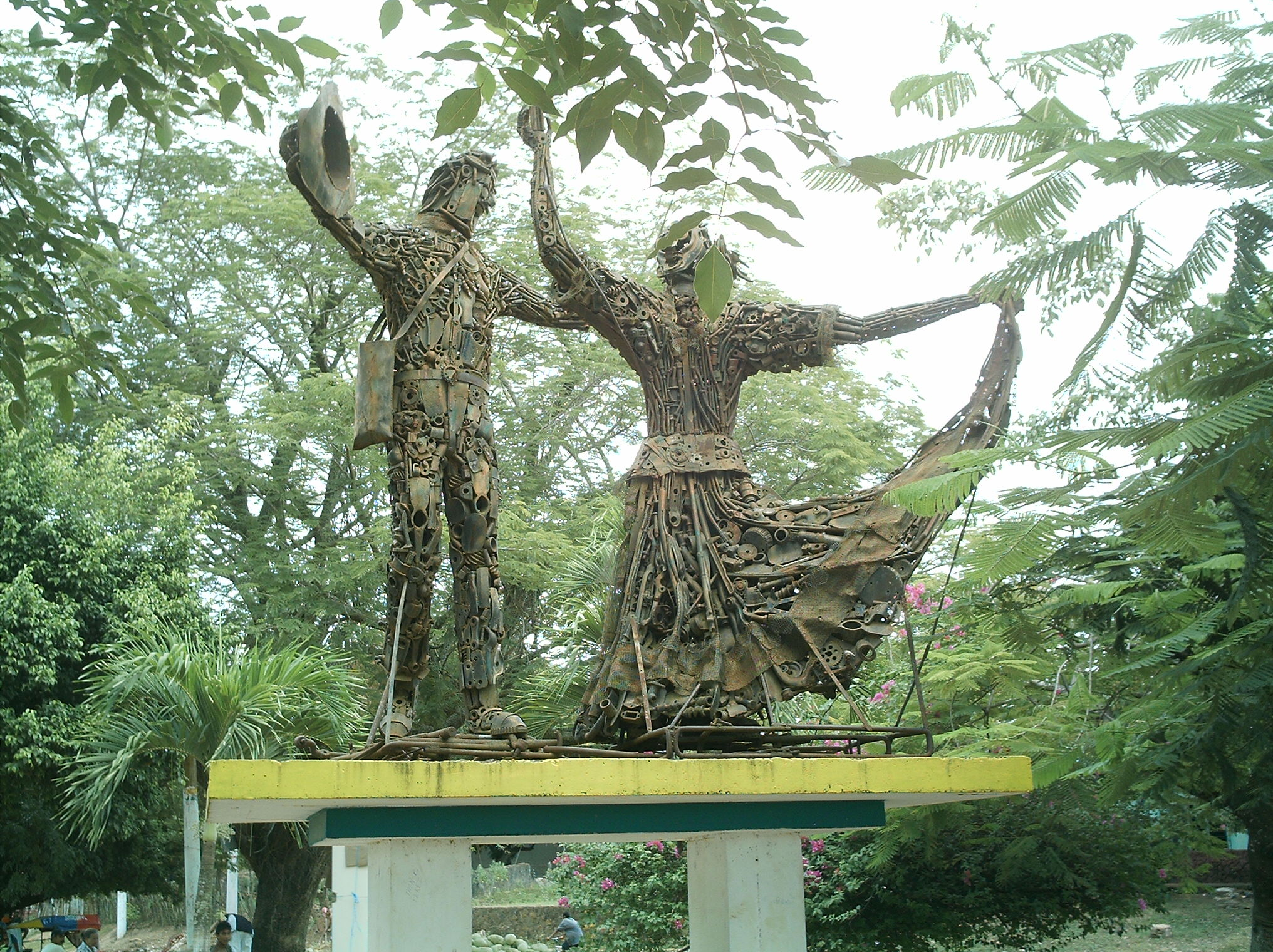
Monumento alla danza e alla musica della cumbia a El Banco.

La Cumbia iniziò come un ballo di corteggiamento praticato tra la popolazione africana sulle coste caraibiche della Colombia. È una miscela di musica spagnola, nativa colombiana e africana. Lo stile della danza è pensato per ricordare i ceppi portati attorno alle caviglie degli schiavi. Nel XIX secolo, la schiavitù fu abolita e gli africani, gli indiani ed altri gruppi etnici ottennero un'integrazione più completa nella cultura colombiana.
La Cumbia è una musica complessa e ritmata sorta sulla costa atlantica della Colombia. Nella sua forma originale, le bande di Cumbia prevedevano solo percussioni e voci; i gruppi moderni comprendono anche sassofoni, trombe, tastiere e tromboni. Si è evoluta da influenze native, combinando entrambe le tradizioni. Alcuni osservatori hanno affermato che la danza sia originariamente associata alle catene di ferro intorno alla caviglia. Altri ancora ritengono che si tratti di una importazione diretta dalla Guinea, che ha una forma popolare di danza chiamata cumbe.

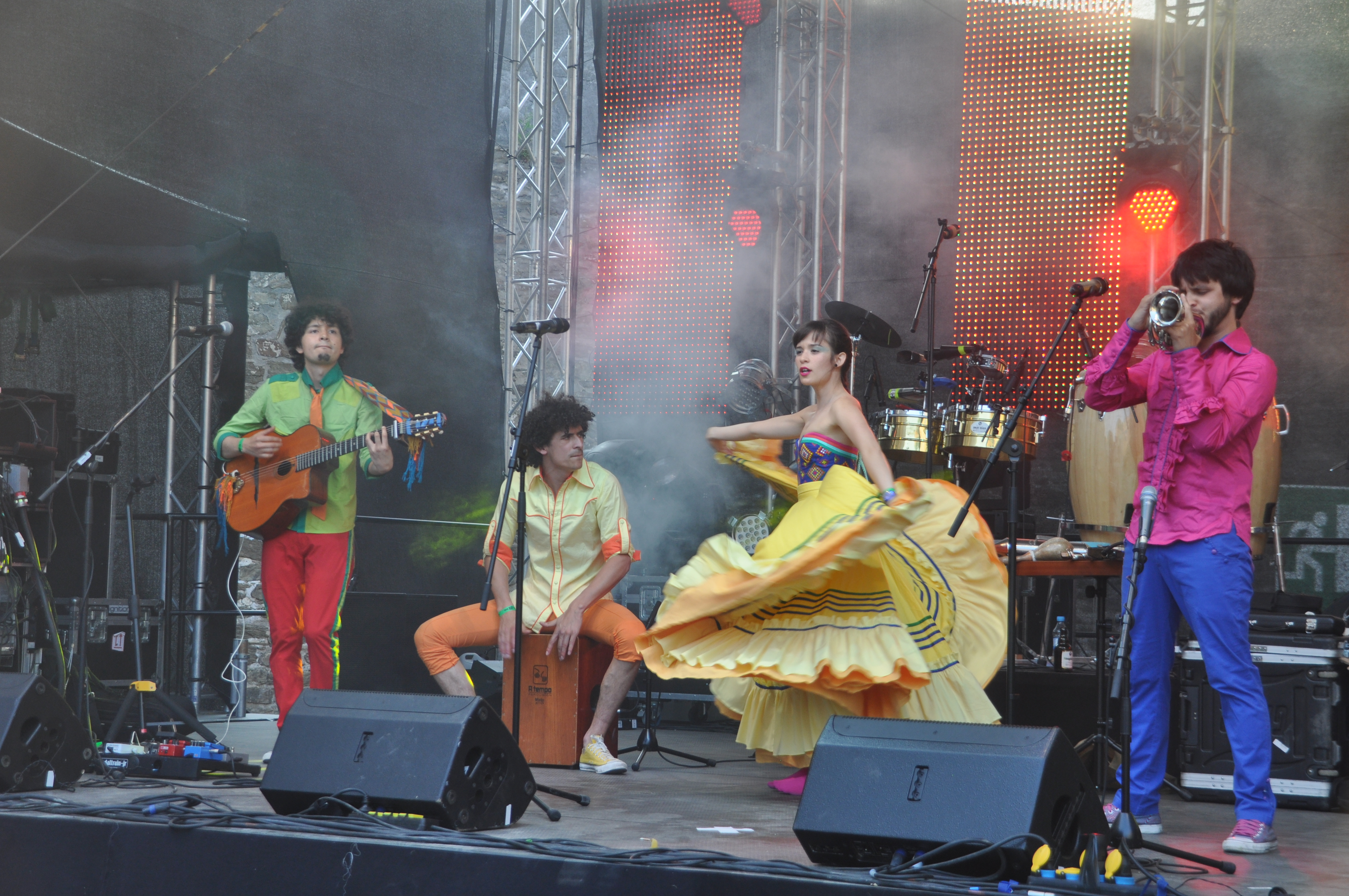
Il gruppo afro-colombiano Monsieur Periné mescola i suoni cumbiani con uno stile gitano-swing.

La forma della Cumbia si consolidò negli anni '40 quando si diffuse dalla campagna rurale alla città ed alle classi medie. Le influenze del mambo, delle big band e delle brass band porro furono combinate da artisti come Lucho Bermúdez per formare una raffinata forma di cumbia che presto entrò nell'Età d'oro della Cumbia negli anni '50. Discos Fuentes, la più grande e influente etichetta discografica del paese, fu fondata durante questo periodo. Fruko, conosciuto come il Padrino della Salsa, introdusse la salsa cubana in Colombia e contribuì a portare la Discos Fuentes alla fama nazionale trovando artisti come La Sonora Dinamita, che portò la Cumbia in Messico, dove rimane popolare.
Vale la pena sottolineare che la cumbia "classica" conosciuta in tutta la Colombia è la Cumbia Cienaguera. Questo canto riflette un'atmosfera tipicamente colombiana nota come "sabor" (sapore) e "ambiente" (atmosfera). Probabilmente, questo canto è rimasto un elemento basilare colombiano nel corso degli anni ed è ampiamente noto come inno nazionale non ufficiale della Colombia. Alcuni artisti sono Los Gaiteros de San Jacinto, Los Graduados, Los Black Stars, Los Golden Boys, Los Teen Agers, e Los Corraleros de Majagual. Negli Stati Uniti, un gruppo afro-colombiano con sede a New York chiamato Grupo Rebolu, esegue una varietà di ritmi afro-colombiani con strumenti autentici come Tambora e Tambor Alegre. Il loro repertorio include la Cumbia e molti altri generi della costa settentrionale della Colombia come parte delle loro composizioni originali.

### La Champeta e la musica della diaspora africana
Alcune comunità colombiane, come Chocó, Cartagena, San Andres e Providence Island, hanno grandi comunità di discendenti africani. Diversamente dalla maggior parte del paese, la mescolanza culturale con influenze native ed europee era rara e, soprattutto a El Chocó, la musica è cambiata poco da quando è stata importata dall'Africa occidentale. L'isola di Providencia è anche sede di un tipo di musica popolare che è strettamente legata al mento, una forma popolare giamaicana. Più influente, tuttavia, è la città di Cartagena e la sua musica champeta che è stata influenzata da soukous, compas, zouk, e reggae. I musicisti Champeta comprendono Luis Towers, El Afinaíto, El Sayayín, El Pupy, e Boogaloo, mentre altri come Elio Boom hanno incorporato la musica raggamuffin giamaicana nella champeta.

### Porro
Le band di Porro sono una forma entusiasta di musica da big band che proviene da Sucre, Córdoba e Sabana de Bolívar. I gruppi di ottoni sono modellati sulle bande militari europee. Importanti porro sono La Orquestra Lucho Bermudez, Matilde Diaz, Pacho Galan, Banda de 11 Enero, La Sonora Cordobesa, La Sonora Cienaguera, Orquesta Climaco Sarmiento e Pedro Laza e i suoi Pelayeros.

### Vallenato
In realtà il Vallenato non è un ritmo. È un genere. È composto da quattro ritmi: Son, Puya, Merengue e Paseo. Il Vallenato nacque a Valledupar sulla costa atlantica della Colombia e raggiunse la popolarità altrove nel paese solo negli anni '80. Le sue origini sono avvolte nel mistero, ma si dice che abbiano avuto inizio con Francisco el Hombre, che avrebbe sconfitto Satana in un concorso musicale. Basato sulla fisarmonica, il guacharaca e la caja vallenata (una versione più grande del bongo), il vallenato è stato a lungo collegato alla cumbia. Tra gli artisti importanti ci sono Alejo Duran e più recentemente Alfredo Gutiérrez e Lisandro Meza. Oltre alla fisarmonica, la chitarra basso è stata uno strumento comune dei gruppi di vallenato da quando è stato introdotto da Caliya a metà degli anni '60. La più recente modernizzazione del vallenato avvenne nel 1993 quando Carlos Vives pubblicò i Clásicos de la Provincia, che resero lui una star e cambiarono il volto del vallenato.
Con il Vallenato si è verificato un fenomeno importante in Colombia. All'inizio era un genere esclusivo di musica per i popoli della costa atlantica, ma a causa della proliferazione di programmi radiofonici di questo genere in altre città della repubblica (ad esempio: Bogotà) e della migrazione di persone dalla costa alla capitale, il Vallenato si consolidò maggiormente nel resto della Colombia. Ma non solo la musica, ma i musicisti di questo genere aumentano nella capitale e in altre città. Nel 2006 per la prima volta un musicista di Bogotà, Alberto "Beto" Jamaica è stato il re del Vallenato nella tradizionale competizione di fisarmonica, "El Festival Vallenato". Altri importanti musicisti di altre città sono diventati importanti nel mondo di Vallenato.
Il Vallenato ha generato diversi sottogeneri, tra cui il vallenato-protesta, noto per i testi socialmente consapevoli, e la charanga vallenata, che è stato inventato dai cubani negli Stati Uniti, come progenitore Roberto Torres.

### Altri generi caraibici
- Chalupa
- Champeta
- Chande
- Cumbión
- Bullerengue
- Décimas
- Fandango
- Gaita

- Lumbalú
- Mapalé
- Maya
- Merecumbé
- Mode Up/Mud Up
- Pajarito
- Parrandí
- Pilón

- Pompo
- Porro
- Puya
- Son Sabanero
- Son Palenquero
- Tambora
- Tamborito

## Regione del Pacifico della Colombia

### Currulao
Questo è uno degli stili più influenzati dall'Africa in tutta la Colombia e ha le sue radici tra i neri afro-colombiani, di discendenza africana, del Pacifico.
Nella sua forma più elementare, il currulao è interpretato da un gruppo di quattro musicisti.
Un musicista suona un ritmo di 6-8 su un tamburo noto come "cununo", che all'occhio non allenato assomiglia superficialmente al tamburo "alegre" (usato in Cumbia), ma è più stretto e più alto. Il ritmo del currulao viene creato colpendo la pelle del tamburo con la mano e picchiando sul lato del tamburo con un piccolo bastone.
Il secondo musicista tiene il tempo su uno shaker conosciuto in alcune parti della Colombia come un "guasá" o "guache", che è tipicamente un cilindro cavo fatto di metallo, legno, o il bambù del guadua, riempito di semi chiari, a volte è usato il riso nei guasá fatti in casa.
Ma lo strumento principale dello stile currulao è forse la marimba colombiana, uno xilofono di legno che ricorda il balafon africano anche per il modo di suonarlo.
Molti gruppi in Colombia eseguono questo stile tradizionale di musica; i gruppi più famosi sono il Grupo Socavón, il Grupo Gualajó e il Grups Bahia Trio. Una figura ben nota tra i vecchi maestri di marimbero in Colombia è Baudilio Cuama Rentería di Buenaventura Colombia.
Negli Stati Uniti due gruppi colombiani che eseguono questo genere con autentici strumenti tradizionali sono La Cumbiamba NY, sulla costa orientale (New York) e la Aluna Band nella costa occidentale (San Francisco). Nel 2010, il Currulao è stato aggiunto alla lista UNESCO dei Capolavori del Patrimonio Orale e Immateriale dell'Umanità.

### Altri generi del Pacifico
- Abozao
- Aguabajo
- Alabao
- Andarele o Amanecer
- Arrullo
- Bambara Negra
- Bambuco Viejo
- Berejú
- Boga
- Bunde Chocoano
- Caderona
- Calipso Chocoano

- Chigualo o Gualí
- Contradanza Chocoana
- Danza Chocoana
- Jota Chocoana
- Juga
- La Caramba
- La Madruga
- Makerule
- Mazurka chocoana
- Pango o Pangora
- Patacoré
- Polka Chocoana

- Porro Chocoano
- Pregón
- Romance
- Salve
- Saporrondón o Sapo-Rondó
- Son Chocoano
- Tamborito Chocoano
- Tiguarandó
- Villancico Chocoano

## Regione andina della Colombia
| Flor de Romero (Bambuco - esempio di un genere di musica popolare nel centro-est andino) | Ojito de Agua (Merengue Bambuquiao - esempio di un genere di musica popolare nel nord-ovest andino) | Ángela (Hayno - esempio di un genere di musica popolare nel sud-ovest andino) | Siquele (Rajaleña - esempio di un genere di musica popolare nel centro-sud andino) |  |
| ---------------------------------------------------------------------------------------- | --------------------------------------------------------------------------------------------------- | ----------------------------------------------------------------------------- | ---------------------------------------------------------------------------------- |  |
|                                                                                          | |                                                                               |                                                                                    |  |

### Bambuco
Il Bambuco è un tipo di musica con influenza basca, talvolta noto come Música del interior. Non sono chiare le origini di questo stile, ma molti specialisti concordano sul fatto che abbia molte componenti della musica popolare spagnola. La sua popolarità è durata molto tempo, ma è stata estremamente popolare in tutta la Colombia dalla metà degli anni '20 alla fine degli anni '30. Tra gli artisti figurano Estudiantina, Los Carranguerros de Raquira, Jaime Llano González, Jorge Villamil e i Morales Pino Trío.

### Altri generi andini
- Bambuco fiestero
- Bunde
- Caña
- Cañabrava
- Carranga
- Copla
- Danza Criolla
- Porro Antioqueño

- Rajaleña
- Rumba Campesina
- Fandanguillo Criollo
- Guabina
- Guaneña
- Guasca

- Pasillo
- Sanjuanero
- Torbellino
- Vueltas Antioqueñas
- Vals criollo

## Regione dell'Orinoco della Colombia

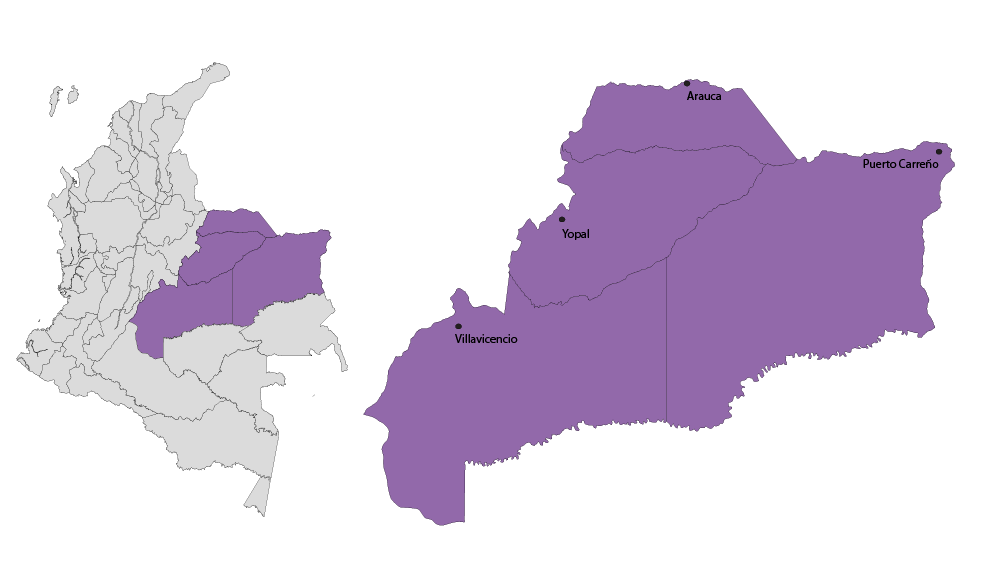
Pianure orientali

### Joropo
La Música llanera è un genere musicale per arpa proveniente da Los llanos, popolare in tutta la Colombia. Comprende lo stile musicale tradizionale joropo ed è noto per i concorsi verbali chiamati contrapunteo. Artisti di questo genere sono Alfredo Rolando Ortiz (nato a Cuba), Alma Llanera (gruppo colombiano), Cimarrón (gruppo musicale), Luis Ariel Rey, Carlos Rojas, Sabor Llanero, Arnulfo Briceño e Orlando Valdemarra. Questo tipo particolare di musica è popolare anche in Venezuela per via della condivisione delle llanos. È considerata la musica nazionale del Venezuela. Ascolta la musica dello joropo.

### Altri generi della regione dell'Orinoco
- Cachicama
- Catira
- Chipola
- Contrapunteo
- Corrío
- Galerón
- Gaván
- Pasaje
- Periquera
- Perro de Agua

- Gavilan
- Guacaba
- Guacharaca
- Juana Guerrero
- Merecure
- Moña o Moño
- Pajarillo
- Poema Llanero
- Quirpa
- Seis
- Zumba-que-zumba

## Regione insulare della Colombia

### Generi musicali

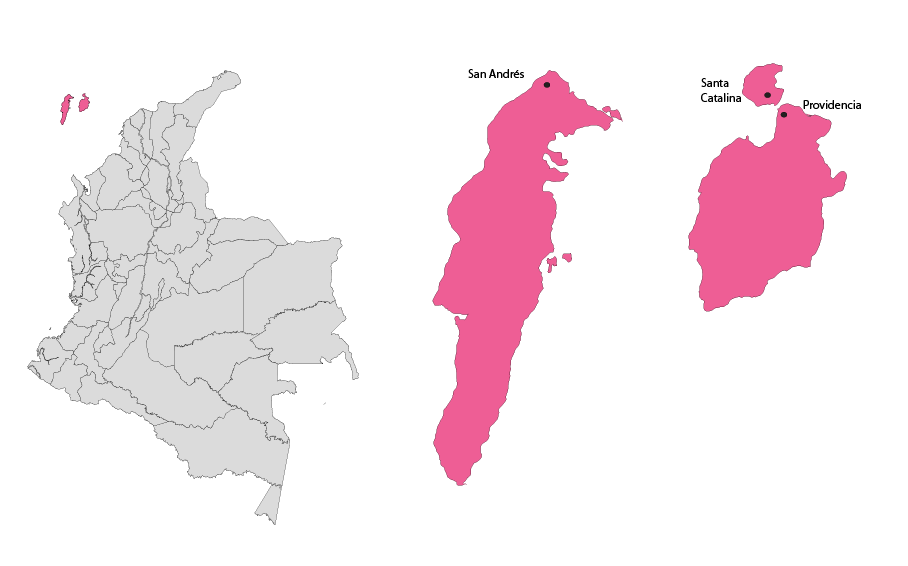
Regione insulare

- Calypso
- Compas
- Foxtrot
- Mazurka
- Mento

- Praise Hymn
- Pasillo isolano
- Polka
- Quadriglia
- Reggae

- Schottische
- Soca
- Vals isolano
- Zouk

## Regione Amazzonica della Colombia

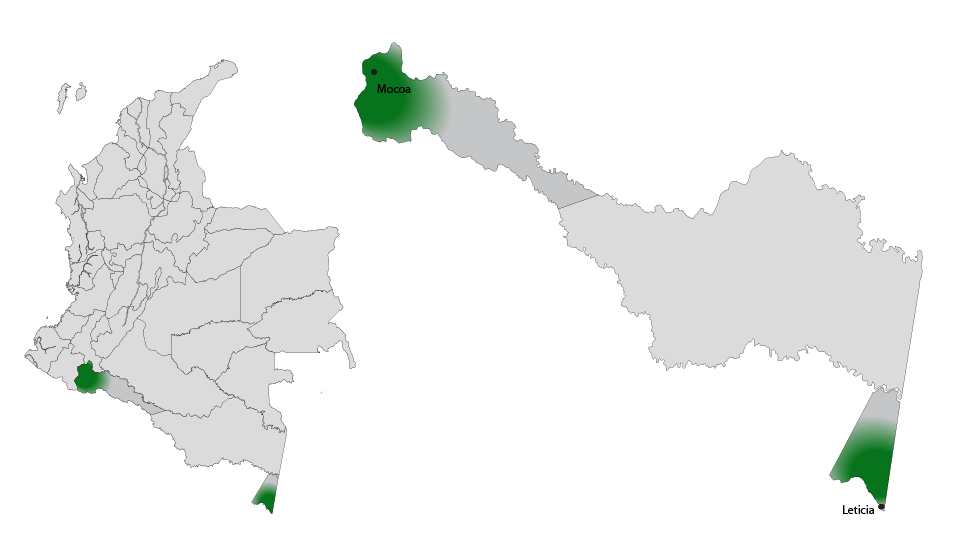
Regione amazzonica

### Strumenti musicali
- Chitarra
- Menguaré
- Shakers
- Tamburo
- Tamburello

### Generi musicali
- Batuques
- Carimbó
- Ciría
- Dobrado
- Lambada
- Mariquinha
- Mixtianas
- Paseata
- Porrosambas

- Tangarana
- Sirimbó
- Sanjuanito
- Huayno
- Bambuco
- Pasillo
- Sanjuanero
- Merengure Campesino
- Tonadas Indígenas

## Musica contemporanea

### Salsa colombiana
La salsa è nata tra portoricani e cubani, ma presto si è diffusa in Colombia. Sorsero gruppi di salsa nativi come Fruko y sus Tesos ed etichette che li registravano come la Discos Fuentes. Seguirono artisti come Joe Arroyo, che inventarono una salsa tipicamente colombiana. Altri artisti importanti della salsa colombiana sono Cristian Del Real "The Timbal Genius", Grupo Niche, Alquimia, La Misma Gente, Los Titanes, Los Nemus del Pacífico, Orquesta Guayacán, Grupo Galé e La Sonora Carruseles. Alcuni dei più prolifici compositori del genere sono Jairo Varela e Nino Caicedo le cui composizioni sono state registrate rispettivamente dal Grupo Niche e l'Orchestra Guayacán. Diversi musicisti cubani e portoricani che si sono stabiliti in Colombia, come Diego Valdés e Israel Tanenbaum, hanno collaborato con i colombiani in progetti di salsa. I ballerini colombiani sono diventati campioni del mondo anno dopo anno e lo stile sta diventando sempre più popolare e ammirato dai professionisti di salsa in tutto il mondo, con due delle più importanti scuole di salsa come Swing Latino, guidato dal coreografo Eduardo 'El Mulato' Hernandez, e Constelación Latina guidata da una delle ballerine più amate del mondo, Jhoanna 'KKO' Agudelo. Come danza, la salsa colombiana è unica e diversa da quella di New York, Porto Rico e la salsa cubana. La salsa colombiana si concentra sul gioco di gambe e non prevede i cross-body leads. I ballerini lasciano la parte superiore del corpo immobile e rilassata mentre i piedi eseguono movimenti estremamente rapidi e complessi.

### Musica rock colombiana

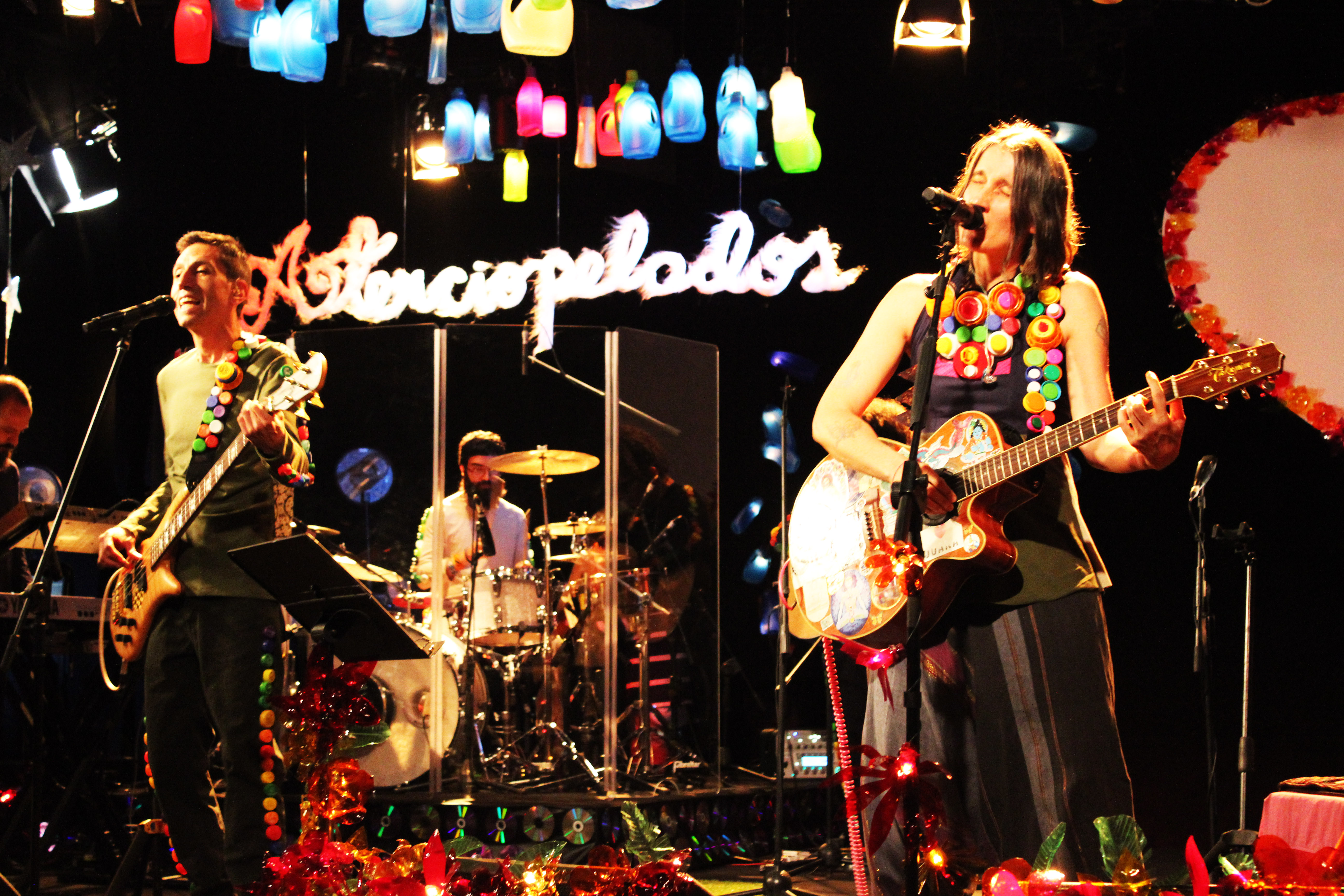
Aterciopelados è una rock band in lingua spagnola della Colombia.

Alla fine degli anni '50, artisti messicani rock come Enrique Guzmán e César Costa divennero molto popolari in Colombia. Ben presto gruppi rock nativi come Los Speakers e The Flippers ottennero un largo seguito. A partire dal 1967, gruppi nativi come Génesis (da non confondere con la più famosa band Genesis di ugual nome) fondevano forme musicali native (come la cumbia) con il rock. Marco, la voce del Rock and Roll, fu il pioniere e il promotore del "Rockabilly colombiano" eseguito con il suo inconfondibile timbro personale nella loro lingua. La virtualità è nelle loro prime registrazioni indirizzate all'ascoltatore sensibile per godersi la semplicità del basso, della chitarra e della batteria, combinati in un tutt'uno per produrre un ambiente molto particolare e in un'atmosfera di uno studio di registrazione casalingo, pieno di cassette e tre microfoni misti in linea mono. (Marco Tulio Sanchez B) ha contribuito al rock and roll colombiano guardando al passato per ricordare le nostre radici, dilettarsi in campagna e la musica rockabilly evoca Elvis Presley. Si chiama oggi "Elvis colombiano", premiato all'estero per l'abilità sul palcoscenico come uno "Showman" completo e l'inconfondibile voce di Cronn.
Il rock in Colombia ha acquisito grande popolarità negli anni '80 con l'arrivo di gruppi come Soda Stereo (Argentina), Los Prisioneros (Cile) e Hombres G (Spagna). Durante gli anni '90, molte band punk e heavy metal apparvero a Bogotá, Medellín e Cali. La Colombia ha forse il più grande movimento underground, hardcore, metal e punk del continente ed è conosciuta in America Latina come "l'angolo punk". Aterciopelados, Kraken e Masacre sono alcune delle più importanti band rock colombiane.
L'evento musicale Rock al Parque celebrato ogni anno a Bogotà è il più grande festival rock gratuito in America Latina; circa 100 gruppi che suonano la loro musica per 3 giorni e 400.000 persone presenti. Doctor Krápula, una rock band con forti influenze ska, nota per aver realizzato cover di canzoni tradizionali latinoamericane, gode di grande popolarità. La più famosa band rock colombiana al di fuori della Colombia è The Monas, vincitrice di un Billboard Award e la Latin Rock Band, la preferita da Mick Jagger. Oltre a suonare ad una folla da tutto esaurito da New York a Los Angeles, hanno suonato al SXSW festival di Austin, TX e a cinquantamila persone ai Latin Grammy di Los Angeles. The Monas hanno suonato con Rage Against The Machine, Iggy Pop, The Presidents of The United States of America, Bowling for Soup, La Secta, Lucybell e altri.
Altre band popolari e interessanti sono Ekhymosis, un gruppo guidato da Juanes, che ha iniziato a fare musica nel 1988 ed è noto per aver fatto Rock con un'influenza colombiana, The Hall Effect che rende il pop/rock inglese legato alle influenze Britpop. Soundacity un mix di suoni, ritmi e strumentazione Brit Rock, Pop e Andini, canta sia in inglese che in spagnolo e ha girato la costa orientale degli Stati Uniti. Proper Strangers rock d'avanguardia. Del genere hardcore punk, una delle band più importanti è Odio a Botero, originaria della città di Bogotà, fondata nel 2001 da musicisti dissidenti di altri gruppi.
Two Way Analog è una band eclettica la cui influenza è il roadmovies e le sue colonne sonore, Divagash, soft-rock elettronico, La Pestilencia post-hardcore, Bajo Tierra, Palenke Soultribe (musica tradizionale con radici colombiane fusa con ritmi elettronici). Ma forse la band "indie" di maggior successo è Sidestepper, con la sua fusione di musica tradizionale colombiana, ritmi elettronici e africani, che è già apparsa nel Coachella Festival nel 2006. Alcuni gruppi musicali nel genere death metal sono i famosissimi Internal Suffering, Carnivore Diprosopus, Goretrade, Mindly Rotten, Suppuration, e Amputated Genitals. La Colombia è anche il luogo di nascita della famosa band black metal Inquisition, ora con sede a Seattle, Washington. Miguel Fernando Trapezaris, il bassista della Epic power metal band di Cipro, Winter's Verge, è di origini colombiane.

### Musica pop colombiana

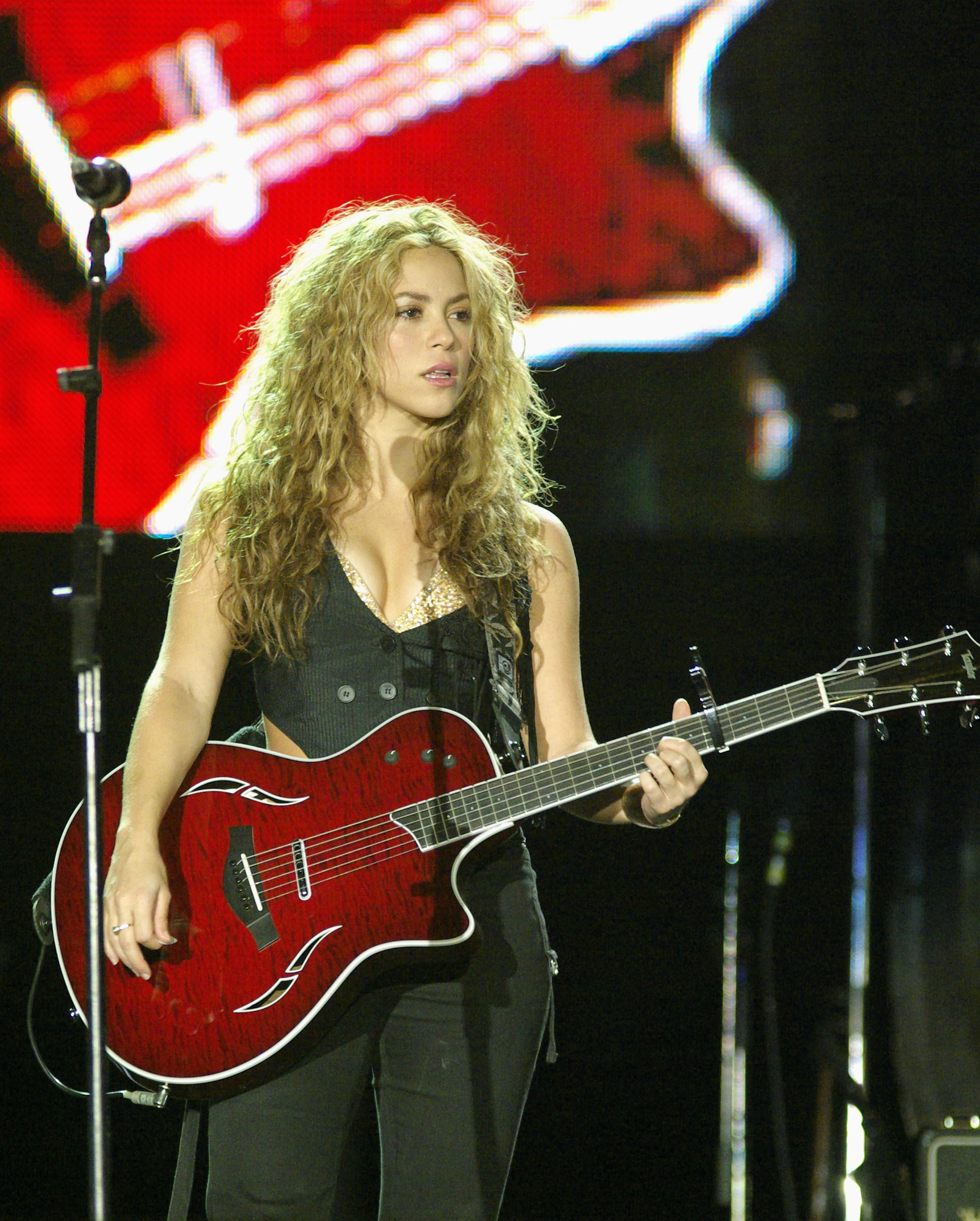
Shakira

Questo genere musicale è cresciuto di recente con artisti come Los de Adentro, San Alejo, Sebastian Yepes, Lucas Arnau o Mauricio & Palodeagua. Al momento è in crescita anche il pop con forti tracce della musica tradizionale colombiana, chiamata Tropipop. Fonseca e Maía rappresentano questa tendenza.
Alcuni degli artisti più riconosciuti a livello internazionale della Colombia sono:
- Shakira: è l'artista colombiana più venduta e più riconosciuta. Dopo il successo del suo album Pies Descalzos nel 1995, Shakira ha iniziato a lavorare con il produttore Emilio Estefan Jr. ed ha registrato Dónde Están los Ladrones? che ha venduto milioni di dischi in tutto il mondo. Dimostrando di essere più di un modello di "diva pop da studio": nella sua presentazione MTV Unplugged, Shakira ha continuato a realizzare l'album in inglese Laundry Service, che ha debuttato al terzo posto nelle classifiche di Billboard negli Stati Uniti.

Le sue canzoni di maggior successo sono Hips Don't Lie (2006), che ha venduto oltre 10 milioni di copie e download in tutto il mondo, raggiunto il primo posto in oltre 70 paesi e la canzone Whenever, Wherever.
È vincitrice di 2 American e 7 Latin Grammy. Nel 2008 Shakira è stata nominata per un Golden Globe.

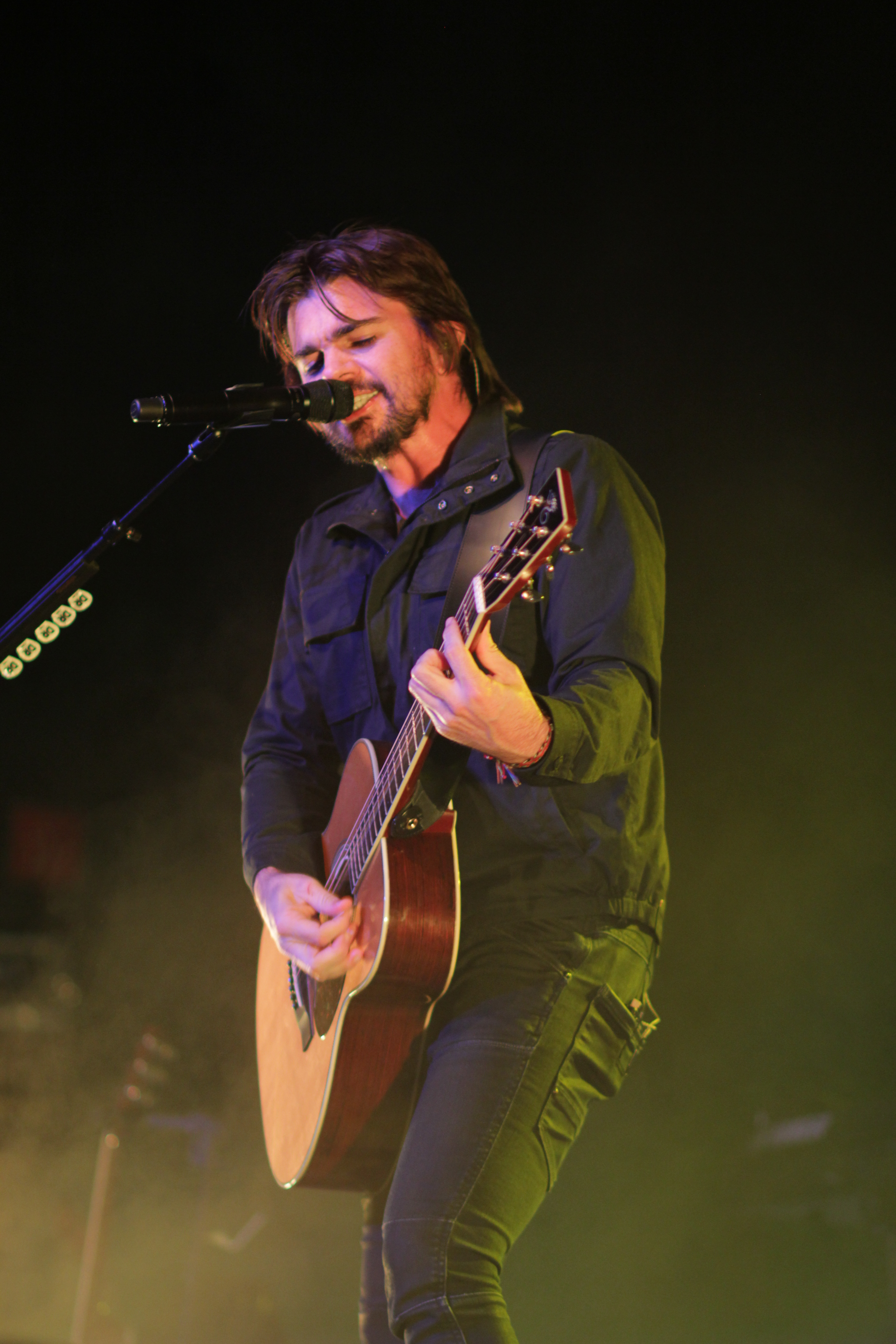
Juanes

- Il cantautore Juanes ha stravinto il Latin Grammy del 2003 con il suo album Un Día Normal, che è diventato molto popolare negli Stati Uniti e in Europa.

Juanes è il più importante artista colombiano dell'ultimo decennio, come ha detto la rivista Billboard e il quotidiano El Espectador in Colombia per il successo di canzoni come Fíjate Bien, A Dios le Pido, La Camisa Negra, Me Enamora e Yerbatero che hanno occupato il primo posto nelle classifiche di America, Europa, Asia, Africa, Australia e Nuova Zelanda e l'album Fíjate Bien, Un Día Normal, Mi Sangre, La Vida ... Es Un Ratico edizione Platinum e P.A.R.C.E.. Juanes è stato scelto dalla CNN come icona globale ed è il più giovane della lista. Il suo attivismo umanitario lo ha caratterizzato come l'artista più solidale nella storia della musica spagnola. Da quando ha iniziato a suonare, Juanes ha battuto tutti i record con i Latin Grammy, sin dalla loro creazione.
- Fanny Lú, della città meridionale di Santiago de Cali, ha pubblicato tre album completi, Lágrimas Cálidas, Dos e Felicidad y Perpetua. Il primo ha raggiunto due hit, "No Te Pido Flores" e "Y Si Te Digo". Il secondo, Tú No Eres Para Mi e recentemente Fanfarrón dal suo terzo album in studio. Svolge anche il ruolo di Goodwill Ambassador presso le Nazioni Unite.
- Maía, proveniente dalla stessa città portuale di Shakira, Barranquilla, artista trilingue, ha superato le classifiche con numerosi successi internazionali tra cui Niña Bonita, Se Me Acabó El Amor e Ingenuidad dal suo album di debutto, El Baile de los Sueños.
- Ilona, originaria della capitale della Colombia, Bogotá, si è fatta le ossa cantando durante il servizio di trasporto pubblico all'età di 15 anni. Ha pubblicato due album in studio, tra cui Desde Mi Ventana e Allá el Sur nominato ai Latin Grammy Awards.
- Carlos Vives, dalla città costiera di Santa Marta, è famoso per fondere i classici suoni del vallenato con la musica rock. Ha collaborato con diversi artisti internazionali come Marc Anthony e Daddy Yankee, nonché con i connazionali ChocQuibTown e Maluma.
- Naty Botero, è una cantante e compositrice della città di Medellín, nota per l'interpretazione di canzoni dei generi pop e pop latino. I suoi successi principali sono Te Quiero Mucho, Dinosaurio, Mio e Adicta, tra gli altri. Ha lavorato a produzioni musicali con artisti colombiani e artisti di altri paesi. Ha una fondazione chiamata Coraje, per aiutare i nativi della Sierra Nevada de Santa Marta.
- Soraya, Anasol, Naty Botero, Paula Arenas, Lucas Arnau, Marbelle, Ali Stone

### Musica urbana e hip-hop colombiana

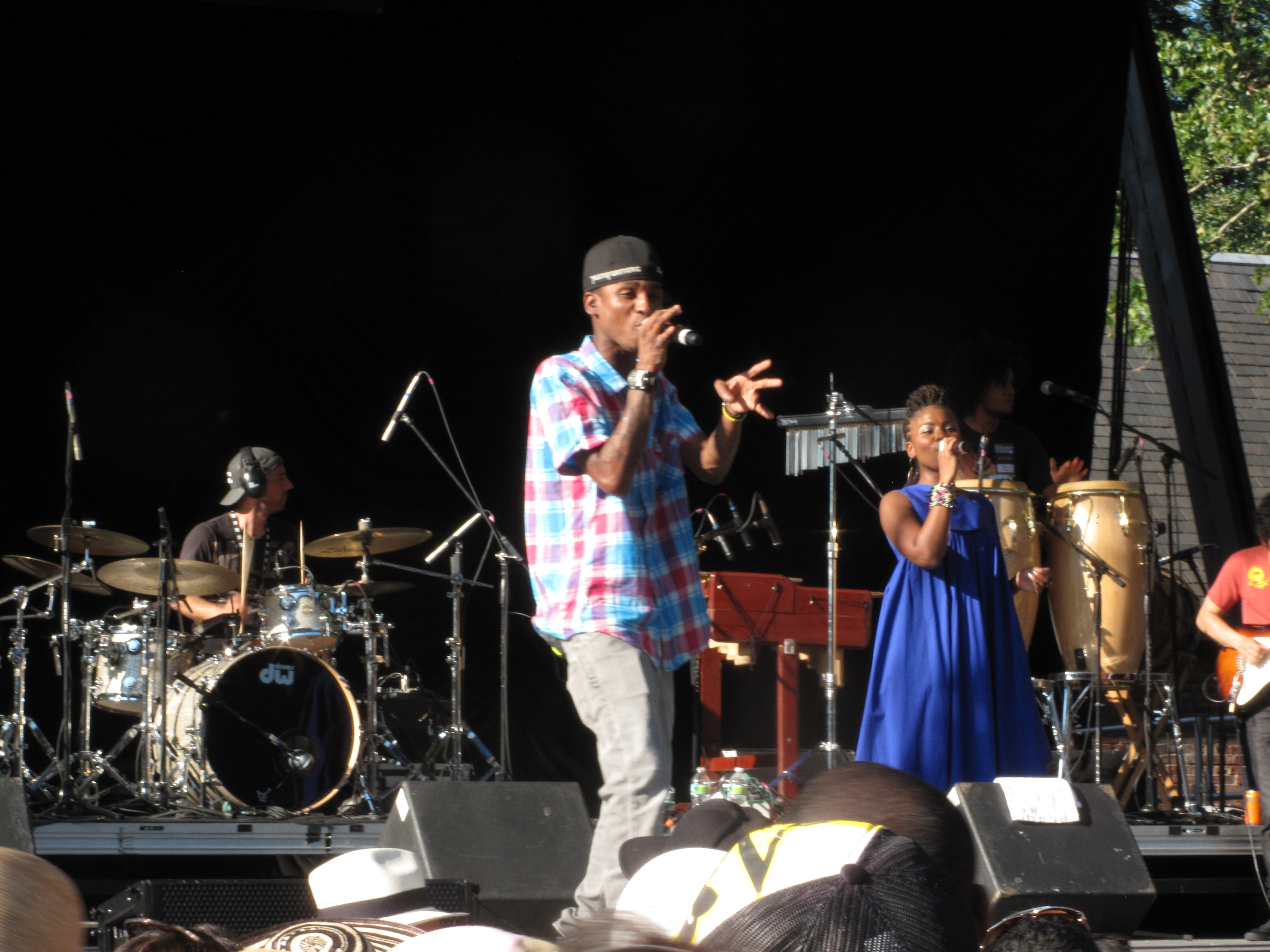
ChocQuibTown si esibisce sul palcoscenico estivo a Central Park.

L'Hip Hop arrivò in Colombia alla fine degli anni '80, quando alcuni brani hip-hop statunitensi di NWA e MC Hammer stimolarono una febbre da break-dance tra i giovani delle zone meno privilegiate delle grandi città come Medellín, Cali e Bogotá. Verso la fine di questo decennio iniziarono a formarsi gruppi, che alla fine portarono alla produzione di album a metà degli anni '90. La Etnnia e Gotas de Rap sono stati due dei vari gruppi hip-hop che si sono formati e sono largamente considerati i pionieri del rap colombiano. Promuovendo uno stile molto indipendente, entrambi i gruppi hanno espresso opinioni politiche e sociali estreme, protestando contro la violenza, la corruzione, le disuguaglianze e le difficoltà nelle regioni emarginate della Colombia. Poi entrò in scena Asilo 38 di Cali con gli album La Hoguera (2000) e La Descarga (2002), con un suono più commerciale e raffinato, pur mantenendo forti messaggi sociopolitici.

È in questo periodo che il Reggaeton di Porto Rico è in ascesa e l'hip-hop in Colombia passa in secondo piano mentre gli artisti si cimentano nel nuovo suono controverso. Artisti come Tres Pesos, J Balvin, Maluma, Reykon y Yelsid si sono affermati in questo genere e successi come Baila (Negra de trasero grande) di Leka el Poeta, La Quemona e Micaela, con testi molto espliciti, di Master Boy prendono d'assalto il paese. Anche il primo "X Factor" colombiano nel 2006 produce un cantante del Reggaeton chiamato Farina Pao Paucar Franco che si piazza al terzo posto nella competizione.
Il Reggae è sempre stato popolare nelle isole dei Caraibi colombiani di San Andres e Providence e il reggae spagnolo di Panama ha contribuito a rafforzare il movimento degli artisti reggae nella Colombia dell'interno. Artisti come Voodoo Soul Jah, Nawal e Alerta Kamarada, rappresentanti colombiani nel festival giamaicano del reggae, stanno guidando questo genere sempre più popolare in Colombia.
Il 2006 vede una rinascita dell'hip-hop colombiano nella formulazione del gruppo afro-colombiano ChocQuibTown, che fonde i ritmi e gli strumenti tradizionali delle loro terre native della Colombia del Pacifico con il loro suono. Già acclamati come il nuovo fenomeno dell'hip-hop colombiano, la loro popolarità è in costante aumento e lascia spazio alla formazione di nuovi artisti urbani. Uno di questi artisti è Jiggy Drama, dall'isola di San Andres, che è diventato uno dei più amati e controversi artisti rap in Colombia, con i suoi testi speziati e intelligenti. Jiggy Drama ha collaborato con Colombian Party Cartel al brano urbano merengue "Chico Malo". Sul palco internazionale Aztek Escobar con sede a Houston, Colombian Party Cartel con sede a Nashville, Tres Coronas con sede a New York, Adassa con sede a Miami e 3 del gruppo di sette dei Culcha Candela di Berlino, Germania rappresentano la musica urbana colombiana in tutto il mondo .